# Macondo (canción)
«Macondo» es una canción con ritmo de cumbia del compositor peruano Daniel Camino Diez Canseco, escrita y compuesta en 1969. La canción hace alusión a Macondo, la localidad ficticia en la que se desarrolla la novela Cien Años de Soledad y algunas otras obras del autor colombiano Gabriel García Márquez. A su vez, la canción fue popularizada por Óscar Chávez, quien la incluyó en su disco Enjaulado: Óscar Chávez canta América Latina, que vio la luz en 1972.

## Historia
Macondo fue compuesta por Daniel Camino Diez Canseco en 1969, después de haber leído Cien años de soledad de Gabriel García Márquez. Ese mismo año fue presentada en el Festival de la Canción de Ancón, en el que resultó ganadora. En dicho evento fue interpretada por Johnny Arce, alias "El Rey de la pachanga".
En 1972, la canción fue grabada por Óscar Chávez, para su disco Enjaulado: Óscar Chávez canta América Latina, editado por Polydor. Óscar Chávez señaló: “Un amigo colombiano, hace muchos años ya, no me acuerdo con precisión, en los setenta, me la enseñó; era la grabación de un grupo no muy conocido que había grabado esa canción. A mí me pareció muy interesante. Todavía estaba grabando para discos Polydor, hace muchos, muchos años, pero realmente yo la hice popular en México”.

## Letra
La letra inicia con la frase «Los 100 años de Macondo suenan, suenan en el aire», haciendo referencia directa a la obra de García Márquez. Macondo es el lugar ficticio en el que habita la familia Buendía, así como otros personajes. La canción alude también a «Gabriel Trompetas», quien es el creador de la novela.
En la canción también se mencionan nombres de los personajes, como «José Arcadio» y a «Úrsula», con quienes se inicia la estirpe de los Buendía en Macondo. La canción también menciona a «Aureliano Buendía», el instrumento de cuerdas denominado Cuatro; a «Remedios», «Amaranta», al gitano «Melquiadas» y las «Mariposas amarillas» que anuncian la presencia de Mauricio Babilonia.

## Versiones
La canción, originalmente interpretada por Johnny Arce en 1969, también fue interpretada y versionada por la orquesta Billo’s Caracas Boys, Rigo Tovar y su Costa azul, Celso Piña, la orquesta salvadoreña Orquesta San Vicente, y la más conocida, de Óscar Chávez, con arreglos de Chamín Correa, quien también interpretó la guitarra en dicha versión.
Se dice que el propio Gabriel García Márquez conocía la versión de Óscar Chávez, y era su favorita, llegando a cantarla juntos en el Bar Siqueiros.
En Chile, la canción fue conocida a través de la versión de Sexual Democracia, siendo el mayor hit de esta agrupación, principalmente la versión a duo con Luisin Landáez, quienes la grabaron en el disco "Macondus" en 1993.